# オリオンブルー (Uruのアルバム)
『オリオンブルー』は、日本の歌手・Uruの2作目のオリジナル・アルバム。2020年3月18日にソニー・ミュージックアソシエイテッドレコーズから発売された。

## 概要
前作『モノクローム』より2年3か月ぶりのリリース。アルバムタイトルは「わたしに似合う色があるとしたら？」と質問した際に、青系を答えたファンが多かったことと、オリオンブルーがUruの好きな色である緑に近い青色であることに由来する。
前作以降にシングルとしてリリースされた「remember」、「プロローグ」、「願い」、配信限定シングルの「あなたがいることで」を含む全13曲が収録され、前作よりもUru自身が作詞作曲を手がけた楽曲が多くなっている。
初回生産限定盤（映像盤）、初回生産限定盤（カバー盤）、通常盤の3形態でのリリース。映像盤にはシングル3曲のミュージック・ビデオとTOKYO DOME CITY HALLで開催されたライブの模様を収録したBlu-ray Disc、カバー盤には新録のカバー8曲を収録したCDが付属。また2024年6月15日には、デビュー8周年を記念して初回生産限定盤（カバー盤）の収録内容を網羅した『オリオンブルー Cover Complete Edition』を配信リリースした。

## 受賞とノミネート
| 年     | 音楽賞               | 結果 | 出典   |
| ------ | -------------------- | ---- | ------ |
| 2021年 | 第13回CDショップ大賞 | 入賞 | [ 11 ] |

## チャート成績
本作は発売開始から間もなくしてiTunesアルバム総合ランキングで首位を獲得し、3月30日付のオリコン週間アルバムランキングで初登場5位を獲得。
4月13日付のBillboard Japan Download Albumsチャートでは、収録曲の「あなたがいることで」が主題歌として使用されたドラマ『テセウスの船』の最終回が3月22日に放送された関係から、前週の2倍かつ初週を上回る2,532ダウンロードを記録し、初の首位を獲得した。同日付のBillboard Japan Top Albums Salesチャートでは最高3位、同Billboard Japan Hot Albumsチャートでは最高2位を獲得。

## 収録内容
| #         | タイトル                                                 | 作詞・作曲                                           | 編曲           | 時間  |
| --------- | -------------------------------------------------------- | ---------------------------------------------------- | -------------- | ----- |
| 1.        | 「プロローグ」                                           | Uru                                                  | Tomi Yo        | 5:01  |
| 2.        | 「今 逢いに行く」                                        | Uru                                                  | Tomi Yo        | 3:47  |
| 3.        | 「あなたがいることで」                                   | Uru                                                  | 小林武史       | 5:16  |
| 4.        | 「space in the space」                                   | Uru                                                  | Kan Sano       | 4:48  |
| 5.        | 「marry」                                                | Uru                                                  | Shingo Suzuki  | 4:33  |
| 6.        | 「願い」                                                 | - Uru（作詞） - H.Aoba · N.Sasaki（作曲）            | Nozomu.S       | 5:02  |
| 7.        | 「Don't be afraid」                                      | Hidenori                                             | 渡辺シュンスケ | 3:56  |
| 8.        | 「頑な」                                                 | Uru                                                  | Tomi Yo        | 4:39  |
| 9.        | 「いい女」                                               | Uru                                                  |                | 4:57  |
| 10.       | 「PUZZLE」                                               | Uru                                                  | Kan Sano       | 4:52  |
| 11.       | 「Scenery」                                              | Uru                                                  | rionos         | 5:29  |
| 12.       | 「横顔」                                                 | Hidenori                                             | 橋本幸太       | 5:26  |
| 13.       | 「remember」                                             | Uru                                                  | Tomi Yo        | 5:50  |
| 14.       | 「Binary Star」(Special Track / SawanoHiroyuki[nZk]:Uru) | - Benjamin Anderson · mpi（作詞） - 澤野弘之（作曲） | 澤野弘之       | 4:44  |
| 合計時間: | 合計時間:                                                | 合計時間:                                            | 合計時間:      | 68:20 |

| 全編曲: Uru · Hidenori。 |                                  |                                     |       |
| #                        | タイトル                         | 作詞・作曲                          | 時間  |
| 1.                       | 「3月9日」                       | 藤巻亮太                            | 4:39  |
| 2.                       | 「カムフラージュ」               | 竹内まりや                          | 5:26  |
| 3.                       | 「白日」                         | 常田大希                            | 4:34  |
| 4.                       | 「このまま君だけを奪い去りたい」 | - 上杉昇（作詞） - 織田哲郎（作曲） | 4:35  |
| 5.                       | 「Funny Bunny」                  | 山中さわお                          | 3:44  |
| 6.                       | 「Pretender」                    | 藤原聡                              | 5:27  |
| 7.                       | 「若者のすべて」                 | 志村正彦                            | 4:53  |
| 8.                       | 「雪の華」                       | - Satomi（作詞） - 松本良喜（作曲） |       |
| 合計時間:                | 合計時間:                        | 合計時間:                           | 33:18 |

| #   | タイトル                                                       | 作詞 | 作曲・編曲 | 監督 |
| --- | -------------------------------------------------------------- | ---- | ---------- | ---- |
| 1.  | 「プロローグ」(MUSIC VIDEO)                                    |      |            |      |
| 2.  | 「願い」(MUSIC VIDEO)                                          |      |            |      |
| 3.  | 「あなたがいることで」(MUSIC VIDEO)                            |      |            |      |
| 4.  | 「The last rain」(Uru Live 「T.T.T」 at TOKYO DOME CITY HALL)  |      |            |      |
| 5.  | 「いい男」(Uru Live 「T.T.T」 at TOKYO DOME CITY HALL)         |      |            |      |
| 6.  | 「ごめんね。」(Uru Live 「T.T.T」 at TOKYO DOME CITY HALL)     |      |            |      |
| 7.  | 「君を忘れない」(Uru Live 「T.T.T」 at TOKYO DOME CITY HALL)   |      |            |      |
| 8.  | 「remember」(Uru Live 「T.T.T」 at TOKYO DOME CITY HALL)       |      |            |      |
| 9.  | 「アリアケノツキ」(Uru Live 「T.T.T」 at TOKYO DOME CITY HALL) |      |            |      |
| 10. | 「娘より」(Uru Live 「T.T.T」 at TOKYO DOME CITY HALL)         |      |            |      |
| 11. | 「プロローグ」(Uru Live 「T.T.T」 at TOKYO DOME CITY HALL)     |      |            |      |
| 12. | 「フリージア」(Uru Live 「T.T.T」 at TOKYO DOME CITY HALL)     |      |            |      |
| 13. | 「奇蹟」(Uru Live 「T.T.T」 at TOKYO DOME CITY HALL)           |      |            |      |

## 曲の解説
シングル曲の詳細については、各項目を参照。
1. プロローグ
7thシングル。TBS系火曜ドラマ『中学聖日記』主題歌[13]。
2. 今 逢いに行く
本作以前から存在していた楽曲。Uruは「作曲した当時のことはあまり覚えていないけど、歌詞は男女間の出来事の妄想が広がっていって一気に書けた記憶がある」とコメントしている[8]。
3. あなたがいることで
配信限定シングル。本作で初CD化となった。TBS系日曜劇場『テセウスの船』主題歌[14]。
4. space in the space
R&Bのテイストを持った楽曲。タイトルの「space」にはエクスタシーという意味を持たせ、「求め合った2人が融合している感覚で、満たされていく感じ」を表現している[8] 。
5. marry
フォークトロニカ調のラブソング。歌詞について「悲恋の曲が多いから、幸せな曲を1曲くらい作りたいと思って。」とコメントしている[8]。
楽曲中にはドラムスが入っていないが、Uruが制作したデモ段階のバックの演奏はピアノとドラムスのループだった。Uruは「聴いていくうちに、これじゃなきゃダメだと思うくらいに気に入った。」とコメントしている[8]。
6. 願い
8thシングル。TBS系アニメ『グランベルム』エンディングテーマ[15]。
7. Don't be afraid
ゴスペルのテイストを持ったアッパーチューン。Hidenoriによって提供された楽曲で、本作以前から存在していた[16]。
8. 頑な
ミディアム・バラード。「次の曲が重いバラードだから、ワンクッション置きたいと思った。」とコメントしている[16]。
9. いい女
前作に収録された「いい男」と対になる楽曲[16]。
10. PUZZLE
11. Scenery
12. 横顔
スロー・バラード。作詞作曲を手がけたHidenoriの父親の横顔を題材としている[16]。
13. remember
6thシングル。アニメ映画『劇場版 夏目友人帳〜うつせみに結ぶ〜』主題歌[17]。
14. Binary Star
スペシャル・トラックで、SawanoHiroyuki[nZk]のシングル『Binary Star/Cage』の1曲目[9]。
TVアニメ「銀河英雄伝説 Die Neue These」のオープニングテーマ。
エレクトリック・ギターを主体としたロック・バラード。Uruは「今まで出したことがない歌声を弾き出してくれた曲」とコメントしている[8]。

以下、カバー盤に収録。
1. 3月9日
レミオロメンのカバー曲[9]。
2. カムフラージュ
竹内まりやのカバー曲[9]。
3. 白日
King Gnuのカバー曲[9]。
4. このまま君だけを奪い去りたい
DEENのカバー曲[9]。
5. Funny Bunny
the pillowsのカバー曲[9]。日本コカ・コーラ「アクエリアス」CMソング[16]。
6. Pretender
Official髭男dismのカバー曲[9]。
7. 若者のすべて
フジファブリックのカバー曲[9]。
8. 雪の華
中島美嘉のカバー曲[9]。